# Hans Bender
Pour les articles homonymes, voir Bender.
Hans Bender (5 février 1907 – 7 mai 1991) est un psychologue et médecin allemand. Élève de Pierre Janet, il soutient en 1933 une thèse sur les automatismes psychologiques. Il est connu pour être le fondateur de l'Institut für Grenzgebiete der Psychologie und Psychohygiene (IGPP), un centre privé basé à Fribourg-en-Brisgau en Allemagne, menant des recherches en parapsychologie.

## Ouvrages
- (de) Psychische Automatismen. Zur Experimentalpsychologie des Unterbewußten und der außersinnlichen Wahrnehmung. Barth, Leipzig 1936 (Thèse universitaire soutenue à Bonn en 1933).
- (de) Zum Problem der außersinnlichen Wahrnehmung. Ein Beitrag zur Untersuchung des ‚räumlichen Hellsehens‘ mit Laboratoriumsmethoden. J. A. Barth, Leipzig 1936 (Préface de Erich Rudolf Jaensch)
- (de) Aufsätze zur Parapsychologie. Piper Verlag, München 1983.

1. Telepathie, Hellsehen und Psychokinese. 1983,  (ISBN 3-492-00331-1).
2. Zukunftsvisionen, Kriegsprophezeiungen, Sterbeerlebnisse. 1983,  (ISBN 3-492-10246-8).
3. Die verborgene Wirklichkeit. 1985,  (ISBN 3-492-00477-6).

- (de) Unser sechster Sinn: Telepathie, Hellsehen, Spuk. Goldmann-Verlag, München 1981,  (ISBN 978-3499167966)
- (de) Umgang mit dem Okkulten. Aurum-Verlag, Freiburg/B. 1984,  (ISBN 3-591-08196-5).
- (de) Parapsychologie. Entwicklung, Ergebnisse und Probleme. 4. Auflage. Wissenschaftliche Buchgesellschaft, Darmstadt 1974,  (ISBN 3-534-00628-3).